# Univerza Grenoble Alpes
Univerza Grenoble Alpes je javna raziskovalna univerza s sedežem v mestu Grenoble v francoskih Alpah.
UGA velja za eno vodilnih akademskih institucij na področju tehnologije in znanosti, poleg številnih drugih področij, vključno z upravo in ekonomijo. Po Šanghajski lestvici (2020) je med 100 najboljših univerz na svetu in je peta najboljša francoska univerza.